# Poritidae
Poritidae é uma família de cnidários antozoários da subordem Fungiina, ordem Scleractinia.

## Géneros
Estão descritos seis géneros:
- Bernardpora Kitano & Fukami, 2014
- †Dictyaraea Reuss, 1866
- Goniopora Blainville, 1830
- Porites Link, 1807
- †Protaraea Milne Edwards & Haime, 1851
- Stylaraea Milne-Edwards & Haime, 1851